# Renault Clio S1600
Renault Clio Super 1600 – samochód rajdowy klasy S1600, który swój debiut miał w roku 2002. Model ten był zbudowany na bazie Renaulta Clio 1,6 16V drugiej generacji. W wersji do rajdów na nawierzchni asfaltowej auto kosztowało 105 000 euro (2002 r.), na nawierzchnię szutrową było droższe o 16 000 euro. Samochód posiadał podgrzewaną przednią szybę.

## Dane techniczne[1][2]
Silnik:
- Typ: K4M
- 4 cylindrowy, rzędowy, 16 zaworowy z wielopunktowym wtryskiem paliwa firmy Magneti Marelli (MF4M)
- Pojemność: 1598 cm3
- Średnica i skok tłoka: 81,0 / 77,6 mm
- Moc maksymalna: 220 KM przy 8750 obr./min
- Maksymalny moment obrotowy: 220 N•m przy 7750 obr./min

Przeniesienie napędu:
- Napęd stały na przednią oś
- Skrzynia biegów: 6-biegowa manualna sekwencyjna firmy Sadev
- Sprzęgło: stalowe, jednotarczowe AP Racing

Zawieszenie
- Zawieszenie przód: kolumny MacPhersona, stabilizator
- Zawieszenie tył: niezależne wielowahaczowe, stabilizator

Hamulce:
- Hamulce przód: wentylowane tarcze 342 mm (asfalt), wentylowane tarcze 285 mm (szuter)
- Hamulce tył: tarcze pojedyncze 263 mm (asfalt), tarcze pojedyncze 263 mm (szuter)
- Hamulec ręczny: hydrauliczny

Pozostałe:
- Układ kierowniczy: wspomagany hydraulicznie
- Felgi: 17 cali na asfalt, 15 cali na szuter
- Opony: 17x63xR17 (asfalt), 16x65xR15 (szuter) firmy Michelin

- Długość: 3833 mm
- Szerokość: 1783 mm
- Rozstaw osi: 2485 mm
- Masa własna: 1000 kg
- Zbiornik paliwa: 60 litrów